# Sante Omero
Sante Omero (né le 8 octobre 1910 à Trieste et mort le 26 avril 1991 dans cette même ville) est un nageur italien six fois champion d'Italie du 100 mètres dos.

## Biographie
Sante Omero nage (natation et water-polo) pour le club de sa ville natale, l'US Triestina.
En 1927, l'Italie fasciste tente d'organiser autour de la Goliardia de Rome des grands Jeux universitaires mondiaux. Les épreuves de natation sont organisées dans une piscine moderne, déclarée par le régime « plus grande piscine d'Europe » dans le quartier de la Farnesina. Des nageurs de 22 pays sont annoncés ; mais seuls quelques Hongrois sont présents. C'est dans un bâtiment vide que les quelques nageurs italiens remportent leur épreuve. Sante Omero s'impose sur le 100 mètres dos.
Sante Omero montre à de nombreuses reprises sur le podium national au 100 mètres dos : champion d'Italie en 1927 en 1 min 22 s 40, 1928 en 1 min 24 s 80, 1929 en 1 min 23 s, 1930 en 1 min 16 s 40, 1931 en 1 min 18 s 20 et 1933 en 1 min 16 s 80. Il est aussi 2e en 1926.
Il est donc qualifié sur sa distance de prédilection pour les Jeux olympiques d'été de 1928 ; il est forfait.
En 1935, de graves incidents ont lieu lors de la rencontre de deuxième division de water-polo entre Trieste et Camogli ; Sante Omero est suspendu pour 18 mois. Sa carrière de nageur et de joueur de water-polo s'arrête de fait.